# شهرداری بورتنیکی
شهرداری بورتنیکی (به لاتین: Burtnieki Municipality) یک شهرستان در کشور لتونی است. شهرداری بورتنیکی ۸٬۶۵۷ نفر جمعیت دارد.